# Левите, Ингеборга
Ингеборга Яновна Левите (или Левита, латыш. Ingeborga Levite; урождённая Барга, латыш. Bārga; 30 марта 1926, Тукумс, Тукумсский уезд, Латвийская Республика — 2 сентября 2008, Гамбург, Германия) — латышская поэтесса и редактор, известная под псевдонимом Айя Земзаре (латыш. Aija Zemzare).

## Биография
Ингеборга Барга родилась 30 марта 1926 года в Тукумсе. Её матерью была Августина Барга, а отец неизвестен. Она родила дочь после возвращения из Германии. Ингеборгу удочерили родители Августины — Карлина и Янис Баргс из-за раннего возраста матери и неодобрения этого со стороны общества.
Янис Баргс был активным участником революции 1905 года, который, спасаясь от репрессий, переехал в Гамбург. Он был владельцем типографии нелегальной газеты ЛСДРП «Cīņa» в Риге. Семья Ингеборги вернулась в Латвию в середине 1920-х годов, где они купили новую ферму недалеко от Тукумса.
Ингеборга бежала в Германию во время Второй мировой войны в 1944 году, но вернулась на родину после окончания войны в 1946 году. Во время мартовской депортации 1949 года её родители были депортированы в Сибирь, но Ингеборге удалось скрыться и жить с поддельными документами, которые организовал её будущий муж Иона Моисеевич Левит.
Обучалась в Латвийской академии художеств в Риге. В 1972 году она получила разрешение на выезд в Израиль, но уехала в Западную Германию, где временно работала редактором латвийской газеты «Latvija».

## Личная жизнь
Ингеборга была замужем за инженером Ионой Моисеевичем Левитом. Их дети: президент Латвии Эгилс Левитс и дочь Эгита.